# Liste thématique de directives européennes
Liste thématique de (quelques) directives européennes. Contrairement aux directives, les règlements de l'UE sont d'application immédiate, ne requérant pas une transposition préalable dans le droit des États membres de l'UE. La transposition des directives dans le droit national peut prendre un certain temps ; de plus, dans certains domaines, la règle de droit nationale (loi, décret, ordonnance, etc.) qui transpose celle-ci peut différer, en contenu, de la directive elle-même.

## Histoire et cadre légal
Une directive est un acte normatif  pris par les institutions de l'Union européenne. Avec les règlements, les décisions, les avis et les recommandations, les directives communautaires font partie du droit dérivé de l'Union européenne. 
Aux termes de l'article 288 du traité sur le fonctionnement de l'Union européenne, « La directive lie tout État membre destinataire quant au résultat à atteindre, tout en laissant aux instances nationales la compétence quant à la forme et aux moyens ». En d'autres termes, la directive est un texte adopté par les institutions de l'Union européenne qui fixe des règles que les États membres doivent inclure dans leur droit interne (on parle de « transposition » en droit national), notamment par des actes législatifs ou réglementaires. Les États disposent pour ce faire d'un délai dit "de transposition".
La directive fixe donc un but à atteindre, mais laisse aux États le choix des moyens pour y arriver. Contrairement aux règlements, les directives ne sont pas d'application directe dans le droit interne ; elles nécessitent une intervention des États, mais cette intervention n'est pas assimilable à une mesure de réception, comme en droit international.
Bien que la Directive au sens propre soit un acte normatif du Conseil des ministres, son élaboration et son adoption prennent du temps et sont marquées par plusieurs étapes. Plusieurs institutions interviennent dans ce processus et notamment le « triangle institutionnel » : la Commission européenne, le Conseil de l'Union européenne, et le Parlement européen.
Les règles et les procédures de décision au sein de l’UE sont définies dans les traités fondateurs. En principe, il appartient à la Commission de proposer de nouveaux actes législatifs européens et au Parlement et au Conseil de les adopter. La Commission et les États membres se chargent ensuite de les appliquer. La Commission veille à leur respect.
Depuis 2009, selon le principe d'attribution des compétences (art. 5 TUE): l'UE ne peut agir législativement que dans les domaines de politique qui sont clairement désignés dans les traités fondateurs. En outre, les traités donnent pour chaque domaine pris séparément - mais formulé de façon générale - des buts vers lesquels doivent tendre les mesures prises par l'UE. Toutes les compétences qui ne sont pas explicitement transmises par les traités à l'Union restent du domaine de l'État membre. Les compétences de l'UE peuvent se distinguer en fonction des « missions » à atteindre (Art. 2 Traité FUE).

## Droit au séjour et libre-circulation
- 1990 : trois directives étendent à tous les citoyens de l'UE le droit à la libre-circulation (et non plus aux seuls actifs, comme le prévoyait l'article 38 du Traité de Rome) [3].
- 2004 : Directive relative au droit des citoyens de l’Union et des membres de leurs familles de circuler et de séjourner librement sur le territoire des États membres : à la suite de jugements allant dans ce sens de la Cour de justice des communautés européennes (CJCE) [3], cette directive accorde aux citoyens de l'UE, actif ou non, « un droit absolu de libre circulation, un droit de séjour inférieur à trois mois lui aussi absolu, un droit au séjour définitif après cinq ans de résidence et un droit au séjour encadré de façon extrêmement légère entre trois mois et cinq ans. » [3]
- 18 juin 2008 : Directive retour: le maintien en rétention avant expulsion est autorisé jusqu'à un maximum de dix-huit mois. Une possibilité d'interdiction du territoire communautaire pour cinq ans peut être également prononcée.

## Gouvernementalité et transparence
- 2003 : Directive de l'Union européenne concernant la réutilisation des informations du secteur public (transposé en droit français par ordonnance du 6 juin 2005 et décret du 30 décembre 2005 relatif à la liberté d'accès aux documents administratifs)

## Environnement
- 1975 : Directive 75/442/CEE, directive relative aux déchets (en) ;
- 1976 : Directive 76/160/CEE, directive concernant la gestion de la qualité des eaux de baignade dite « directive baignade » ;
- 2 avril 1979 : Directive 79/409/CEE, dite « Directive oiseaux » (définit les zones de protection spéciale, ZPS) ;
- 15 juillet 1991 : Directive 91/414/CEE relative aux produits phytopharmaceutiques ;
- 12 décembre 1991 : Directive Nitrates (protéger la ressource en eau) ;
- 1992 : Directive 92/43/CEE, dite « directive habitats faune flore » (institue le Réseau Natura 2000) ;
- 1999 : Directive 1999/31/CE, Directive concernant la mise en décharge des déchets ;
- 18 septembre 2000 : Directive 2000/53/CE relative aux véhicules hors d'usage (VHU) ;
- 23 octobre 2000 : Directive-cadre sur l'eau (DCE) ;
- 12 mars 2001 : Directive 2001/18/CE sur la dissémination d’OGM ;
- 6 septembre 2006 : Directive 2006/66/CE sur la fabrication et l'élimination des piles contenant du mercure, du cadmium ou du plomb ;
- 2007 : Directive 2007/2/CE, dite « directive INSPIRE » (Infrastructure for Spatial Information in the European Community, vise notamment à constituer base d'informations géographiques pour informer la politique environnementale de l'UE).

## Sécurité (sanitaire, industrielle, alimentaire, au travail...)
- 12 juin 1989 : Directive 1989/391/CE relative à l'amélioration de la sécurité des travailleurs et la santé au travail,
- 1996: Directive 96/82/CE, dite « directive Seveso 2 » (sur les installations industrielles dangereuses);
- 22 juin 1998: Directive 2006/42/CE, Directives concernant le rapprochement des législations des États membres relatives aux machines (la première remonte à 1989);
- 1999: Directive 1999/13/CE relative à la réduction des émissions de composés organiques volatils dues à l’utilisation de solvants organiques dans certaines activités et installations
- 2002: Directive 2002/95/CE, dite « Directive RoHS »,
- 24 novembre 2010 : Directive 2010/75/UE relative à la prévention et la réduction intégrées de la pollution due aux émissions industrielles (en)[4],[5], dite IED,
- 9 mars 2011 : Directive européenne sur les droits des patients

## Bioéthique
- Directive du 14 juin 1989 qui qualifie le sang et le plasma sanguin humain de « matières premières », pouvant être mises sur le marché [6]
- Directive 93/41/CEE (en) abrogeant la directive 87/22/CEE portant rapprochement des mesures nationales relatives à la mise sur le marché des médicaments de haute technologie, notamment ceux issus de la biotechnologie
- Directive 2001/20/CE du 4 avril 2001 sur l'application de bonnes pratiques cliniques dans la conduite d'essais cliniques de médicaments à usage humain (en)
- Directive du 31 mars 2004 sur le don de gamètes et l'assistance médicale à la procréation (dont la transposition en droit français a été complétée par le décret (n°2008-588) du 19 juin 2008 [7]; permet l'implantation d'embryon sur tout le territoire de l'UE

## Droit d'auteurs et brevetabilité
- Directive 93/98/CE, directive européenne sur l'harmonisation de certains aspects du droit d'auteur et des droits voisins dans la société de l'information,
- Directive 98/44/CE sur la brevetabilité des inventions biotechnologiques,
- Directive 2001/29/CE sur l’harmonisation des droits d’auteur, dite directive EUCD (transposée en droit français par la loi DADVSI)

## Services et commerce
- 1991: Directive transport ferroviaire (libéralisation partielle du transport ferroviaire)
- Directive 1999/44 directive du 25 mai 1999 sur certains aspects de la vente et des garanties des biens de consommation
- Directive 2004/17/CE  directive du 31 mars 2004, portant coordination des procédures de passation des marchés dans les secteurs de l’eau, de l’énergie, des transports et des services postaux.
- Directive 2004/18/CE directive du 31 mars 2004 relative à la coordination des procédures de passation des marchés publics de travaux, de fournitures et de services
- Directive 2005/36/CE relative à la reconnaissance des qualifications professionnelles
- 2006: « Directive Services » (anciennement directive Bolkestein): Directive 2006/123/CE relative aux libertés d'établissement des prestataires de services et libre circulation des services dans le marché intérieur
- Directives « Marquage CE » : ensemble de directives (plusieurs dizaines, ce nombre variant dans le temps) garantissant la libre circulation des biens contre les « obstacles non tarifaires », nommément les exigences techniques nationales concrétisées par un label. L'appartenance à cette « famille » se reconnait à l'obligation d'apposé un logo "CE", ces directives ayant d'autres exigences en commun.

## Communication
- 1989 : Directive Télévision sans Frontières (dite « directive TSF » ou encore « directive TVSF ») : directive 89/552/CEE du Conseil du 3 octobre 1989 visant à la coordination de certaines dispositions législatives, réglementaires et administratives des États membres relatives à l'exercice d'activités de radiodiffusion télévisuelle[8],[9].

## Entreprises,Comptabilité,AuditetContrôle
- Septième directive: Comptes consolidés des sociétés de capitaux. (Directive 83/349/CEE du Conseil, du 13 juin 1983 - JO L193 du 18.7.1983)
- Huitième directive: Qualification des personnes chargées du contrôle légal des documents comptables.  (Directive 84/253/CEE du Conseil, du 10 avril 1984 - Journal officiel L126 du 12.05.1984)
- Communication COM(2003)286 du 21/5/03 précisant la 8e directive, non publié au Journal officiel: de la Commission au Conseil et au Parlement européen «Renforcer le contrôle légal des comptes dans l'Union européenne»  - . Objet: Renforcer le contrôle public de la profession de l'audit; imposer les normes internationales d'audit (ISA) à partir de 2005; sanctions disciplinaires; transparence des sociétés d'audit; renforcer les comités d'audit et le contrôle interne.

## Sécurité (civile, nationale, internationale)
Voir aussi Coopération policière et judiciaire en matière pénale
- 15 mars 2006: Directive 2006/24/CE sur la conservation des données (impose une période de conservation des données aux opérateurs de télécommunications pour une durée allant de 6 mois à 2 ans)

## Finances
Directives relatives à la lutte contre l'évasion fiscale, le blanchiment d'argent et le financement du terrorisme :
- 1ère directive anti-blanchiment : directive 91/308/CEE du 10 juin 1991
- 2ème directive anti-blanchiment : directive 2001/97/CE du 4 décembre 2001
- 3ème directive anti-blanchiment : directive 2005/60/CE du 26 octobre 2005
- 4ème directive anti-blanchiment : directive 2015/849 du 20 mai 2015
- 5ème directive anti-blanchiment : directive 2018/843 du 30 mai 2018

## Transport

### transport ferroviaire
- EU Directive 91/440 open access
- Second Package ferroviaire (2004)
- EU Directive 2008/57/CE, an
- Interoperabilité

### transport routier
- cycles de conduite: directive européenne 70/220/CEE; directive 83/351/CEE ; Directive 88/76/CEE;
- Directive 80/1269/CEE
- Directive 2000/53/CE – véhicules hors d'usage
- Directive européenne de 2003
- contrôle technique: directive 2009/40/CE; directive 2010/48/UE; directive 2009/40/CE; directive 2014/45/UE;  directive 2009/40/CE3
- Directive 2004/54/CE - tunnels
- Directive 2008/96/CE - sécurité
- Directive 2009/33/CE – véhicules propres
- Directive (UE) 2019/1161,
- Directive 2006/126/CE — Permis de conduire européen

## Discrimination
- Directive 2000/78/CE : Cadre général en faveur de l'égalité de traitement en matière d'emploi et de travail